# Vallerange
Vallerange (deutsch Walleringen) ist eine französische Gemeinde mit 211 Einwohnern (Stand 1. Januar 2022) im Département Moselle in der Region Grand Est (bis 2015 Lothringen). Sie gehört zum Arrondissement Forbach-Boulay-Moselle.

## Geografie
Vallerange liegt etwa 55 Kilometer Luftlinie südöstlich von Metz auf einer Höhe zwischen 236 und 295 m über dem Meeresspiegel, die mittlere Höhe beträgt 250 m. Das Gemeindegebiet umfasst 6,64 km².
Nachbargemeinden von Vallerange sind Bérig-Vintrange im Norden, Grostenquin im Nordosten, Bermering im Südosten, Racrange im Süden, Morhange im Südwesten sowie Harprich im Nordwesten.

## Geschichte
Die Ortsgeschichte geht bis zum Jahr 790 als Vylaru zurück.
Das Gemeindewappen zeigt die Balken-Symbolik der ehemaligen Herrscherfamilien Croÿ und Fénétrange; der Krummstab erinnert an die Abtei von Neuviller, die in Vallerange begütert war.

### Bevölkerungsentwicklung
| Jahr      | 1962 | 1968 | 1975 | 1982 | 1990 | 1999 | 2007 | 2019 |
| Einwohner | 254  | 260  | 213  | 208  | 219  | 231  | 211  | 213  |

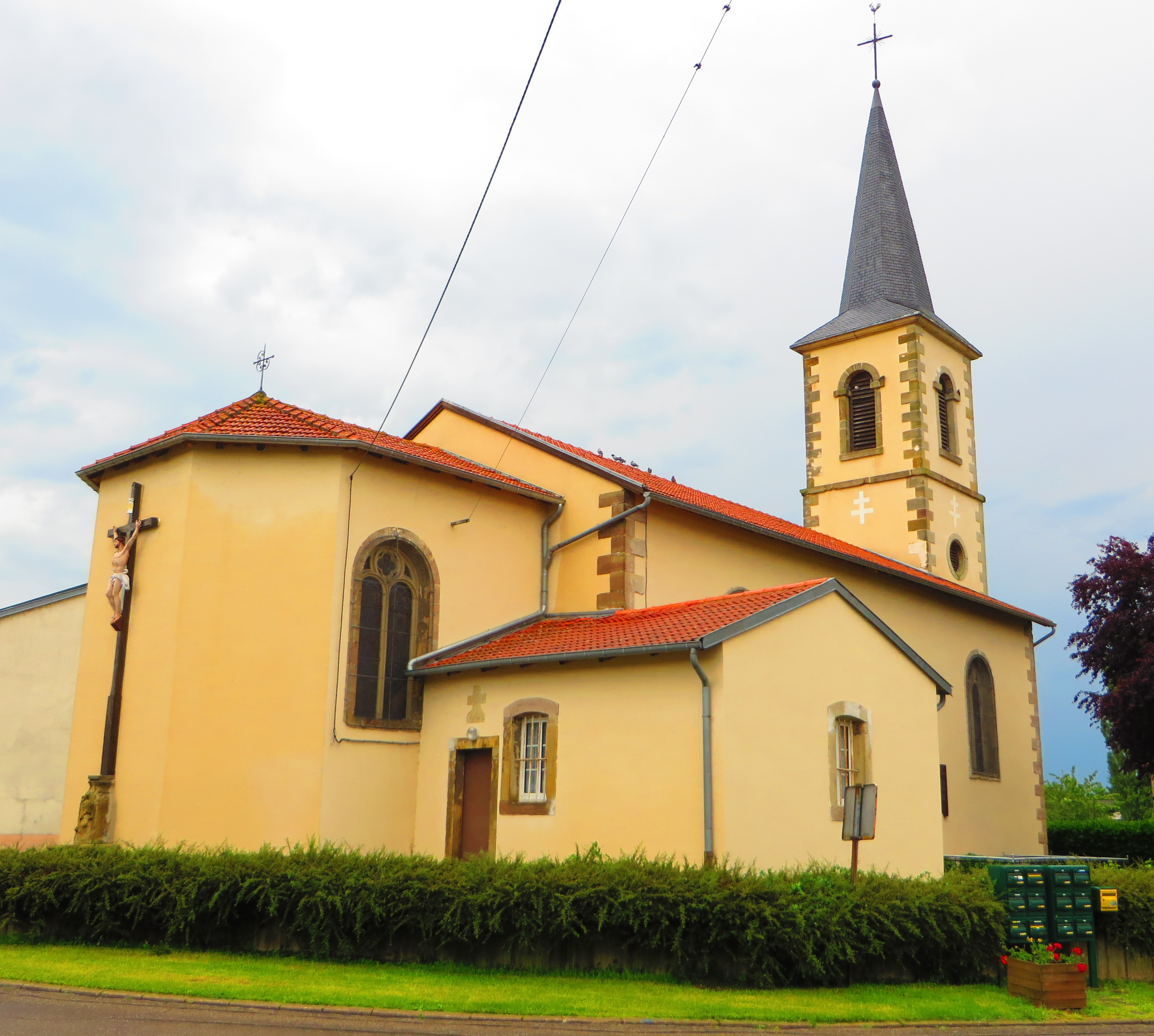
Kirche St. Gertrudis
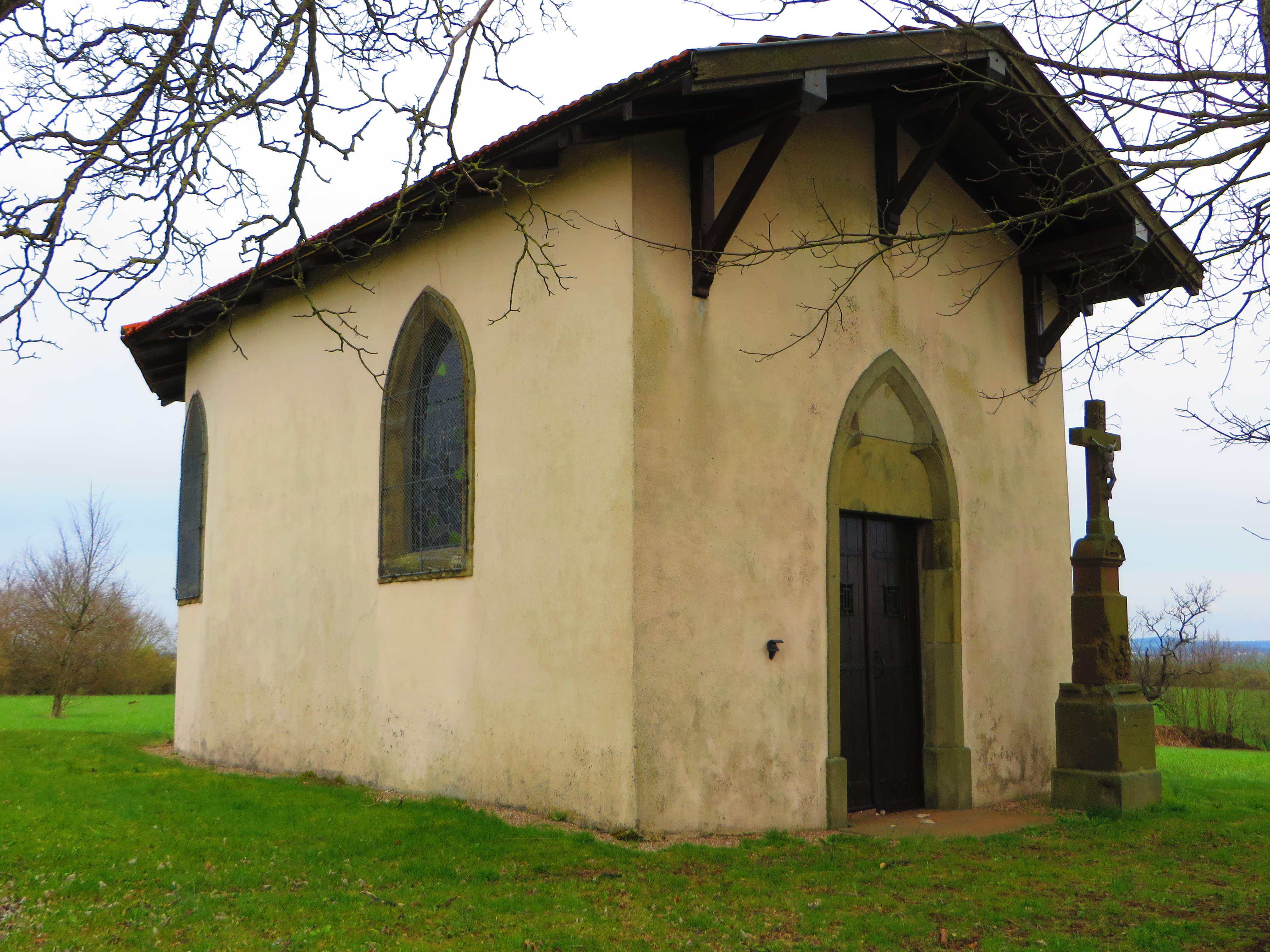
Kapelle Maria in Ruh in der Gemarkung Hollerlaengen

## Wirtschaft und Infrastruktur
Der Ort liegt zwischen der Nationalstraße 74 und der Departementsstraße D27 nordwestlich von Morhange.

## Belege
1. ↑  Wappenbeschreibung auf genealogie-lorraine.fr (französisch)